# Simion Bărnuțiu
Simion Bărnuțiu est un intellectuel et homme politique roumain né le 21 juillet 1808 à Bocșa et mort le 28 mai 1864 à Sânmihaiu Almașului.

## Biographie
Né en Transylvanie où il fait ses études primaires, il étudie la théologie à Blaj et le droit à Sibiu, Vienne et Pavia. Il est exilé à Vienne après la défaite de la révolution de 1848 en Transylvanie, à laquelle il participa activement, étant un progressiste, démocrate et militant nationaliste.
Invité par August Treboniu Laurian, inspecteur général des écoles de Moldavie, il s‟établit à Iași en 1854, où il enseigne la philosophie et le droit à l'Academia Mihăileană de l'université de Iași. Sa pensée fut dominée par l'idée de la liberté et de l'indépendance nationale. Son œuvre Le droit public des Roumains (1867) exprime le plus clairement son orientation latiniste en ce qui concerne les origines du droit roumain, de même que son option pour des princes autochtones.
George Panu (dans ses Mémoires) enregistre la forte influence de Bărnuțiu sur ses élèves et étudiants de Iași, étant vu comme un grand défenseur de la cause nationale roumaine et du développement de la culture roumaine, et comme un défenseur des sources latines des Roumains.
Le tombeau de Bărnuțiu est situé dans l'église grecque-catholique de Bocșa.